# Yigoga latipennis
Yigoga latipennis là một loài bướm đêm trong họ Noctuidae.